# جون کارتر
والری جون کارتر کش (به انگلیسی: June Carter Cash) (ژوئن ۲۳، ۱۹۲۹ – می ۱۵، ۲۰۰۳) یک خواننده، رقصنده، آهنگ نویس، بازیگر و کمدین و دومین همسر جانی کش بود. وی گیتار، بانجو و سازدهنی می‌نواخت و در چندین فیلم و سریال تلویزیونی بازی کرد. کارتر کش در سال ۲۰۰۹ به تالار مشاهیر موسیقی مسیحی وارد شد.